# Венециански карнавал
Венецианският карнавал (на италиански: Carnevale di Venezia) е италиански градски празник, който се провежда ежегодно в столицата на Венето Венеция. Това е един от най-известните и най-ценените карнавали в света. Завършва на Дебел вторник (Martedì Grasso), който е денят преди началото на Великия пост в Пепеляната сряда.
Карнавалът води началото си от Средновековието и съществува няколко века, докато не е премахнат през 1797 г. Традицията е възобновена през 1979 г. и сега модерното събитие привлича приблизително 3 милиона посетители годишно.

## Древен карнавал

### История
Произходът му е много древен: първото свидетелство за него датира от документ на дожа Витале Фалиеро от 1094 г., който говори за обществени забавления и в който думата „карнавал“ се споменава за първи път.
Институцията на карнавала от страна на венецианската аристокрация обикновено се приписва на нуждата на Венецианската република, подобно на вече случилото се в Древен Рим (вж. Хляб и зрелища), да предостави на населението, особено на най-нисшите социални класи, специален период, изцяло посветен на забавление и тържества, по време на които венецианци и чужденци се стичат из целия град, за да празнуват с дива музика и танци. Чрез анонимността, която гарантират маските и костюмите, се постига своеобразно изравняване на всички социални разделения и дори се разрешава публично осмиване на властта и аристокрацията. Подобни отстъпки са широко толерирани и смятани за решителен изход за напрежението и недоволството, които неизбежно възникват в рамките на Венецианската република, налагаща строги ограничения на своите граждани по въпроси като обществен морал и ред.
Според легендата карнавалът във Венеция започва след военната победа на Венецианската република над патриарха на Аквилея Улрих II фон Тек през 1162 г. В чест на тази победа хората започват да танцуват и да се събират на площад „Сан Марко“. Очевидно този фестивал започва през този период и става официален през Ренесанса.
Първият официален документ, обявяващ Венецианския карнавал за официален празник, е едикт от 1296 г., когато Сенатът на Републиката обявява деня преди Великия пост за официален празник. В тази епоха и в продължение на много векове след това карнавалът продължава шест седмици, от 26 декември до Пепеляна сряда, макар че празненствата понякога започват още в първите дни на октомври.
По време на карнавала дейностите на венецианците остават на заден план и те отделят голяма част от времето си на празненства, шеги, забавления и представления, организирани из целия град, особено на площад „Сан Марко“, по Рива дели Скиавони и навсякъде на основните площади. Има всякакви атракции: жонгльори, акробати, музиканти, танцьори, представления с животни и различни други изпълнения, които забавляват пъстра публика от всички възрасти и социални класи, с най-изобретателните и разнообразни костюми. Уличните търговци продават всякакви стоки, от сезонни плодове до богати тъкани, от подправки до храни от далечни страни. В допълнение към големите събития на открити места малки спектакли и представления от всякакъв вид (дори много трансгресивни) скоро се разпространяват в частните домове, театрите и кафенета в града. В домовете на разкошните венециански дворци започват да се организират грандиозни и много дълги партита с разкошни балове с маски.
През XVIII век Венецианският карнавал достига своя връх на блясък и международно признание, ставайки много известен и престижен в цяла Европа по онова време, представлявайки туристическа атракция и популярна дестинация за хиляди радостни посетители. Скандалните приключения във Венеция, които виждат един от най-известните герои на времето като главен герой: Джакомо Казанова, датират от тази епоха. Много плодовит венециански писател, той е най-известен като един от най-големите представители на либертинския аспект на Венеция от онова време. Все още цитиран днес заради репутацията си на прелъстител, той създава своя почти митичен характер благодарение на участието си в най-похотливите партита, най-горещите любовни епизоди и невероятните перипетии, които среща в дивия си живот, който носи приключения, скандал и оживление навсякъде, където той отиде.

### Маски на Венецианския карнавал

#### История и общи характеристики
Маските винаги са били важна характеристика на венецианския карнавал. Традиционно на хората е било позволено да ги носят между Стефановден (26 декември) и края на карнавалния сезон в полунощ на Дебел вторник (февруари или началото на март). Тъй като маските също са били разрешени на Възнесение и от 5 октомври до Рождество Христово, хората са можели да прекарат голяма част от годината маскирани.
Гражданите, които носят маски и костюми, могат напълно да скрият идентичността си и по този начин да отменят всяка форма на лична принадлежност към социални класи, пол или религия. Всеки може да има поведение въз основа на нови обичаи и променен външен вид. Поради тази причина поздравът, който непрекъснато звучи при среща с нов „персонаж“, е простото „Добро утро, г-жо маска!“. Радостното и инкогнито участие в този ритуал на колективно маскиране е и все още е самата същност на карнавалаː безгрижен период на освобождаване от ежедневните навици и от всички предразсъдъци и клевети, дории и към самите себе си. 
С все по-широко разпространения обичай за карнавално маскиране от нулата във Венеция се заражда истинска търговия с маски и костюми, развиваща се постепенно. Започвайки от 1271 г., има новини за производството на маски, школи и техники за тяхното създаване. Започват да се произвеждат инструменти за специфична обработка на материали като глина, папиемаше, гипс и марля. След фазата на изработка на модела работата е завършвана чрез оцветяване и обогатяване с детайли като рисунки, бродерии, мъниста и оперение. Т. нар. „Mаскериери“, които стават истински занаятчии, създавайки маски с все по-богати и изтънчени форми и изработка, са официално признати за професия със устав от 10 април 1436 г., съхраняван в Държавния архив на Венеция. Те са подпомагани в задачата си от художници, които рисуват лица върху пластир в набор от различни форми и обръщат изключително внимание на детайлите. 
Венецианските маски могат да бъдат изработени от кожа или порцелан или чрез оригинална стъклена техника. Оригиналните маски са били доста прости по дизайн, декорация и често са имали символична и практическа функция. Във Венецианския карнавал се носят няколко различни стила маски, някои с идентифициращи имена. Хората с различни професии са носели различни маски.
Има по-малко доказателства, обясняващи мотива за най-ранната маска, носена във Венеция. Един учен твърди, че покриването на лицето на публично място е уникален венециански отговор на една от най-строгите класови йерархии в европейската история. По време на карнавала законите за ограничаване на лукса са прекратени и хората могат да се обличат както си искат, вместо според правилата, определени в закона за тяхната професия и социална класа.
Първите документирани източници, споменаващи използването на маски във Венеция, са още през XIII век. Великият съвет обявява за престъпление маскирани хора да хвърлят яйца с парфюм – ovi odoriferi, яйчени черупки, които обикновено се пълнят с парфюм от розова вода и сa хвърляни от млади мъже на техните приятели или на млади жени, които харесват. В някои случаи обаче яйцата са пълни с мастило или други увреждащи вещества. Хазартът на обществени места обикновено е незаконен, освен по време на карнавала; документът на Големия съвет постановява, че на маскираните лица е забранено да залагат. Друг закон от 1339 г. забранява на венецианците да носят вулгарни маски и да посещават манастири, докато са маскирани. Законът също забранява рисуването на лицето или носенето на изкуствени бради или перуки.
Към края на Републиката носенето на маски в ежедневието е строго ограничено. До XVIII век то е ограничено само до около три месеца от 26 декември. Традиционно маските се носят с декоративни мъниста, съвпадащи по цвят.

#### Видове карнавални маски

##### Баута
Една от най-разпространените маскировки в древния карнавал, особено в периода XVI – XVIII век, която остава на мода и се носи и в съвременния карнавал, със сигурност е Баута (Bauta, понякога наричана baùtta). Тя е маска, днес често силно позлатена, но първоначално е била проста ярко бяла маска, която е предназначена да покрива удобно цялото лице; това традиционно гротескно произведение на изкуството се характеризира с включването на прекалено изпъкнал нос, дебел надвеждова дъга, издадена „линия на брадичката“ и липса на уста. Подобната на клюн брадичка на маската е проектирана да позволява на носещия да говори, да яде и пие, без да се налага да я сваля, като по този начин запазва анонимността си. Баута често се придружава от червена или черна пелерина и тривърха шапка. Баута е широко използвана по време на карнавалния период, но също и в театъра, на други празненства, при романтични срещи и винаги, когато се желае свободата да ухажваш или да бъдеш ухажван, гарантирайки си пълна анонимност. За целта специалната форма на маската на лицето осигурява възможност за пиене и хранене без да се налага да се сваля.
През XVIII век, заедно с черното кръгло или полукръгло закопчаващо се наметало, наречено табард. Баута става стандартизирана обществена маска и дегизировка, регулирана от венецианското правителство. Задължително е да се носи на определени събития за вземане на политически решения, когато всички граждани трябва да действат анонимно като връстници. Само граждани (т.е. мъже) имат право да използват Баута. Ролята ѝ е подобна на процесите на анонимност, измислени да гарантират общо, пряко, свободно, равно и тайно гласуване в съвременните демокрации. Освен това носенето на оръжие заедно с маската е изрично забранено от закона и това подлежи на прилагане от венецианската полиция.
Произходът на името идва от немското Behuten (за защита) и всъщност тя защитава истинската самоличност на носещия от погледа на другите. Костюмът baùta е маскировката като цяло. Това означава, че включва Ларва (баута-маска), ксендал или дантеленото роколо, тривърха шапка (обикновено черна триъгълна шапка) и наметалото, по-късно често заменено от табард. „Xendal“ произлиза от контрактурата на думата „cendale“ или „zendale“, която представлява дълга палто, първоначално изработено от копринена тафта, с която дамите покриват главите и раменете си и която се обогатява с времето, докато стане напълно дантелена и конична и затворена форма. Този вид аксесоар по-късно се използва и от мъжете, защото гарантира абсолютна анонимност и непроницаемост на погледите след поставяне на маската.

##### Волто (Ларва)
Волто (Volto, „лице“) или Ларва (larva, „призрак“) е емблематична съвременна венецианска маска: тя често се прави от чисто бял порцелан или дебела пластмаса, но също така често е позлатена и украсена и обикновено се носи с тривърха шапка и наметало. Волто  е подобна на Баута, но е доста по-тежка от типичната маска и има много по-плътно прилягане; много хора, страдащи от клаустрофобия, не я носят на карнавала. Ако се носи от жена, която е най-често носещата Волто на съвременния карнавал, обикновено се носи с прическа, шал, воал, друга маска или комбинация от всичките четири. Закрепва се отзад с панделка. За разлика от Морета Волто покрива цялото лице на носещия, включително цялата брадичка. За разлика от типичната маска тя също се простира по-назад точно преди ушите и нагоре до горната част на челото; също за разлика от Морета изобразява носа и устните с прости изражения на лицето. За разлика от Баута не може да се носи по време на ядене и пиене, защото покритието на брадичката и бузите е твърде плътно и стегнато (въпреки че челюстта на някои оригинални комедийни маски е на панти, това не е комедийна маска и затова никога не е на панти— устните винаги са запечатани).

##### Няга
Друг типичен костюм от онези времена е Няга (Gnaga) – проста женска маска за мъже, лесна за правене и доста често използвана. Костюмът се състои се от обичайно женско облекло и котешка маска, придружена от кошница на ръката, в която обикновено има коте. Героинята позира като обикновена жена, издаваща пронизителни звуци и подигравателно мяукане. Понякога тя играе ролята на кърмачка, придружена от други мъже, които също са облечени като деца.

##### Морета
Много венециански аристократки носят маска, наречена Морета (Moretta), състояща се от малка тъмна кадифена овална маска без презрамки с широки отвори за очи и без устни или уста. Произлиза от маската visard, изобретена във Франция през XVI век, но се различава по това, че няма дупка, през която да се говори. Маската е достатъчно голяма, за да прикрие самоличността на жената, и се задържа на място от нея, захапвайки копче или накрайник (и поради тази причина също наричана „няма слугиня“ – servetta muta) и често се завършва с воал и деликатна шапка. Маската излиза от употреба около 1760 г.

##### Чумният лекар
Чумният лекар (Medico della peste), с дългия си клюн, е една от най-странните и разпознаваеми венециански маски, въпреки че изобщо не е започнала като карнавална маска, а като метод за предотвратяване на разпространение на болестта. Удивителният дизайн произхожда от френския лекар от XVII век Шарл дьо Лорм, който приема маската заедно с други санитарни предпазни мерки, докато лекува жертвите на чума. Маската често е бяла, състояща се от кух клюн и кръгли отвори за очи, покрити с кристални дискове, създавайки ефект на очила. Използването ѝ като карнавална маска е изцяло модерна конвенция и днес тези маски често са много по-декоративни. Въпреки че маската и костюмът се носят почти изключително от мъже, подобрението в украсата също предполага, че жените сега са по-склонни да носят маската и костюма, отколкото в предишните години на карнавала.
Чумните лекари, последвали примера на Дьо Лорм, носят обичайната черна шапка и дълго черно наметало, както и маска, бели ръкавици и имат персонал (за да могат да преместват пациентите, без да се налага да влизат в физически контакт с тях). Те се надяват, че тези предпазни мерки ще им предотвратят заразяването с болестта. Първоначално маската има клюн с цел, съответстваща на Миазматичната теория за болестта, практикувана по това време: кухият клюн позволява задържането на цветя и други сладко миришещи вещества, предназначени да предотвратят неприятните миризми, за които се смята, че разпространяват инфекция. Тези, които носят маската на чумния лекар, често носят и свързаното с нея облекло на чумния лекар. Популярността на Чумния лекар сред празнуващите карнавал може да се разглежда като memento mori.

##### Коломбина
Коломбина (Colombina) е полумаска, покриваща само очите, носа и горната част на бузите на носещия я. Често е силно украсена със злато, сребро, кристали и пера. Тя се държи до лицето с тънка лента или се завързва с панделка, както при повечето други венециански маски. Маската е кръстена на основен героиня в Комедия дел артеː Коломбина е била прислужница и субретка, която е била обожавана част от италианския театър от поколения. Говори се, че е предназначено за актриса, тъй като не е искала красивото ѝ лице да бъде изцяло покрито. Всъщност Коломбина е изцяло модерно творение. Няма исторически картини, изобразяващи използването ѝ на сцената или в социалния живот.
Въпреки че сега и мъжете, и жените носят тази маска, тя започва като женски аналог на маската Баута.
Полетът на Коломбина е обичай на Венецианския карнавал, който се състои в спускане с опънато въже от камбанарията на кулата на Сан Марко към Двореца на дожите. Пътуването е известно като „Полетът на гълъбицата“, но напоследък, от 2001 г., се нарича и „Полетът на Коломбина“, защото се изпълнява от артистка, най-често в ролята на маската.

##### Панталоне
Друг класически герой от италианската сцена, Панталоне (Pantalone), вероятно произлизащ от италианското pianta il leone, споменаващ завоеванията на Венеция и произхода на този герой, обикновено е представян като тъжен старец с прекалено голям нос като клюн на врана, с високи вежди и наклонени очи (предназначени да означават интелигентност на сцената). Подобно на други маски от Комедия дел арте, Панталоне също е полумаска. Тази маска се носи почти изключително от мъже, въпреки че популярността ѝ на съвременния карнавал е намаляла.
Фигурата и типологията на героя на Панталоне произлизат директно от този на венецианския търговец от XVI век, дълга черна туника, покриваща червени чорапогащи, както може да се види в многобройни ансамблови изображения на ренесансови венециански художници като Виторе Карпачо, Якопо Белини и неговия син Джовани, Паоло Веронезе и т.н.

##### Арлекино
Арлекино (Arlechino) е героят Дзани от Комедия дел арте. Той е предназначен да бъде един вид „благороден дивак", лишен от разум и пълен с емоции, селянин, слуга, дори роб. Неговата първоначално дървена, а по-късно кожена полумаска, боядисана в черно, го изобразява като имащ къс, тъп, маймунски нос, набор от широки, кръгли, извити вежди, заоблена брада и винаги „подутина“ на челото, предназначена да означават дяволски рог. Той е театрален контрапункт и често слуга на Панталоне, а двамата герои често се появяват заедно на сцената.

##### Дзани
Класът герои Дзани (Zanni) е друга класика на сцената на Комедия дел арте. Тяхната е кожена полумаска, представяща се с ниско чело, изпъкнали вежди и дълъг нос с обратна извивка към края. Казват, че колкото по-дълъг е носът, толкова по-глупав е характерът. Ниското чело също се възприема като признак на глупост. Дзани често са поддържащи герои в представлението, често изпълняващи подобни обществени роли като Арлекино, макар и с по-малки роли.

### Празник на Мариите
Този много древен венециански празник, чийто произход е спорен и за който има новини едва от 1039 г., се предполага, че е въведен около 943 г., и след това продължава в рамките на карнавалния период, когато е създаден самият период. В деня на Сретение Господне, 2 февруари, във Венеция е било обичайно да се празнува денят на благославянето на булките, по време на който браковете на дванадесет момичета, избрани измежду най-бедните и красивите, са били колективно благословяни в базиликата „Сан Пиетро ди Кастело“. За да допринесат за създаването на зестрата на тези булки, патрицианските семейства на Венеция участвали с дарения и е имало обичай дожите да заемат на момичетата прекрасни бижута и злато от съкровищницата на града. След разкошната сватба, проведена в присъствието на дожа и венецианската аристокрация, булките са били придружавани в процесия към площад „Сан Марко“. Пристигайки в двореца на дожите, момичетата получавали почит от дожа, който ги поканвал на богат прием в двореца. Впоследствие шествието се качвало на Бучинторо (държавната галера на Републиката), която, ескортирана от малки и многобройни лодки на ликуващи съграждани, пътувала по Канал Гранде към Риалто, впоследствие достигайки църквата „Санта Мария Формоза“, където имало други тържествени празненства.
Изглежда, че през 943 г., по времето на управлението на дож Пиетро III Кандиано, по време на сватбените тържества и за всеобщо изумление, истрийски пирати нахлуват в църквата и отвличат булките с всички бижута от зестрата, съхранявани от всяка от тях в красиви украсени кутии, наречени арки. След първоначалното недоверие и объркване, породени от бруталния епизод, смели венецианци преследват пиратите, отплават на лодки и организират експедиция, водена от самия дож. Те успяват да настигнат пиратите близо до Каорле, където нападат и убиват всичките, освобождавайки 12-те момичета и тяхното скъпоценно злато. Дожът, за да няма възможност някой да почете паметта на тези презрени личности, заповядва да не се погребват труповете и всички да бъдат хвърлени в морето. Той също така нарежда мястото, където се случил този кървав епизод, да се нарича Porto delle Donzelle (Девическо пристанище) – име, което остава и до днес. 
В чест на тази победа над пиратите е решено да се създаде Празникът на Марите, който да се провежда ежегодно, за да отпразнува събитието. Започва с подбора на дванадесет от най-красивите момичета във Венеция, по две избрани от всеки сестиер и преименувани на Мария за случая (може би защото най-голям брой отвлечени момичета носят това име или от името на празника за пречистване на Мария). Тогава патрицианските семейства са приканени да се ангажират да осигурят на момичетата дрехи, украшения и бижута, за да ги направят още повече като принцеси. Шествието на Мариите, шествайки в процесия от лодки, които пресичат каналите на града, присъстват на религиозни функции в главните църкви на Венеция, участват в танци, музика и освежителни напитки, организирани от гражданите. Възможността да се доближат до Марите се смята за добра поличба, както и за възможност за венецианците и чужденците да видят отблизо прекрасни жени, носещи редки и много скъпоценни украшения.
Годишнината продължава до девет дни и през 1272 г. броят на Марите е намален първо на четири, а след това на три, преди всичко за да се смекчат огромните разходи, поемани от държавата и патрицианските семейства. Този празник претърпява други промени и еволюции с течение на времето, докато неочаквана модификация компрометира духа и основната му същност: за да попречат на празника да се характеризира твърде много с желанието да се видят красавици (вместо да се следва религиозната традиция), властите решават да заменят Мариите с техните дървени форми. Тази промяна неизбежно води до протести от страна на гражданите, които скоро започват да замерят фигурите с камъни и зеленчуци, така че през 1349 г. е приет закон, забраняващ хвърлянето на предмети към тях. Изразът Maria de tola („Мария на масата“), създаден за случая, все още се използва днес във Венеция, за да обозначи подигравателно вида на студена жена и без гърди.
През следващите години Празникът на Мариите бавно изчезва от употреба и е премахнат през 1379 г., когато Венеция участва във войната за Киоджа срещу Генуезката република. Като официална церемония остава само ежегодното посещение на дожа в църквата „Санта Мария Формоза“.
Официално празникът е възроден около шестстотин години по-късно, през 1999 г., макар и направен в умален вид и с някои вариации.

### Полет на ангела
В едно издание на карнавала в средата на XVI век, сред различните събития и представления, организирани в града, се случва едно необикновено събитие, което предизвиква голям фурор: млад турски акробат успява само с помощта на щанга да стига до камбаните на камбанарията на Сан Марко, вървейки по много дълго въже, което тръгва от лодка, закотвена на кея на площадчето отдолу (Пиацета). По пътя надолу обаче той стига до балкона на Двореца на дожите, отдавайки почит на дожа. След успеха на това грандиозно начинание, незабавно наречено Svolo del Turco („Полет на турчина“), събитието, което обикновено се провежда в Дебелия четвъртък, е поискано и планирано като официална церемония и за следващите издания, с подобни техники и форми, които се променят през годините.
Дълги години в шоуто, което запазва същото име, се представят само професионални въжеиграчи, докато в подвига не се пробват и млади венецианци, които демонстрират умения и кураж с различни вариации на темата. Когато тези вариации водят до предсказанията, в продължение на много години подред, за човек, оборудван с крила и висящ на въжето с пръстени, повдигнат и накаран да се спусне с голяма скорост по въжето, се появява новият термин „Полет на ангела“. Избраният, в края на спускането в галерията на Двореца на дожите, винаги получава подаръци или парична сума от ръцете на дожа. Има някои издания, в които акробатите използват животни, лодки и различни други фигури за своите представления, както и правейки подвига все по-труден с дръзки еволюции и дори колективни полети.
През 1759 г. представлението завършва с трагедия: акробатът се разбива на земята сред ужасената тълпа. Вероятно заради този тежък инцидент събитието, провеждано по този начин, е забранено. От този момент акробатът е заменен с голяма дървена гълъбица, който по време на пътуването си, винаги започвайки от камбанарията, пуска цветя и конфети върху тълпата. От първото от тези издания името Volo dell'Angelo („Полет на ангела“) става Volo della Colombina („Полет на гълъбицата“).
Това събитие, подобно на повечето други тържества и представления, е прекъснато за дълъг период от време с края на хилядолетната история на Венецианската република.

### Маските на Комедия дел арте
Карнавалът дава тласък на нарастващия брой маскарадни представления, организирани в частните театри на града. Събитията често се организират и финансират от благородническите венециански семейства, които скоро виждат необходимостта да поверят все по-сложните представления на велики артисти и истински актьорски професионалисти. Тези представления на частни места първоначално са запазени за малка публика от благороднически семейства. Към средата на XVI век, след голямото развитие и търсене на този артистичен жанр, във Венеция се отварят множество други малки театри, също насочени към популярната публика.
Към началото на XVII век, с увеличаването на броя и качеството на театралните компании, сега съставени от професионални артисти и ценени дори извън града, се развиват реални дейности, свързани със света на театралната комедия, сценичните изкуства и майсторството на костюмите и маски.
Появяват се много талантливи драматурзи, които стават известни с изпълнението на все по-изтънчени и сложни произведения. Определението за Комедия дел арте е родено във Венеция и датира от 1750 г., когато драматургът и либретистът Карло Голдони го въвежда в комедията си Il Teatro Comico .

### Ексцесии и ограничения
Карнавалът дава възможност на всеки напълно да скрие самоличността си под костюм и това неизбежно води до ексцесии. Възползвайки се от маскировките, някои престъпници се възползват от тях, за да измислят и извършат поредица от повече или по-малко сериозни престъпления. Поради тази причина властите трябва да въведат на няколко пъти с укази ограничения, забрани и много тежки санкции срещу злоупотребата и измамното или неортодоксално използване на маскировки.
Особено през нощта, с маскиране и със съучастие на тъмнината, е по-лесно да се извършват престъпления от различни видове, като грабежи, кражби и тормоз, без и най-малката възможност за  разпознаване. Още на 22 февруари 1339 г. е постановена нощна забрана за движение на маски из града.
Друга злоупотреба, която става доста често срещана, се отнася до възможността мъже, преоблечени като жени или облечени в религиозни дрехи, да се възползват от маскировката си, за да влязат в свещени места – църкви и манастири, и да извършват непристойни действия дори с монахините. Със специален указ от 24 януари 1458 г. влизането с маски в свещени места е забранено, за да се избегнат нечестиви глоби
Опасност за обществената безопасност може да произтича от възможността големи наметала като табарди, много разпространени и използвани в комбинация с различни маски, да могат лесно да скриват оръжия и опасни предмети. Поради това има многобройни официални актове, които постановяват и непрекъснато повтарят абсолютната забрана за носене на предмети от опасно естество за безопасността на другите. Наказанията за тези престъпления са много тежки, както имуществени, с големи глоби, така и лишаване от свобода, с налагане на няколко години затвор.
На професията на проститутката винаги са се противопоставяли, но в същото време тя е била толерирана във Венецианската република, понякога дори е била насърчавана и изисквана от много венецианци и чужденци, но винаги е била смятана за източник на гибел и злоупотреби, както и за източник на опасни болести като сифилис. Поради тези причини проститутките е трябвало да се подчиняват на многобройни строго наложени ограничения. Дори и проститутките обаче можели лесно да се слеят с маските и да практикуват професията си, заобикаляйки установените граници. Следователно въпросът е бил допълнително регулиран и е била установена забрана за маскираните проститутки с доста строги наказания: в допълнение към тежката глоба им е било забранено да стъпват за четири години на територията на републиката, след като са били подлагани по пътя от площад „Сан Марко“ до Риалто на бичувания и осмиване между двете колони на Пиацета.
С разпространението на казината има записани епизоди, в които комарджии с маски се възползват от анонимността си, за да избягат от кредитори. Поради това през 1703 г. е напълно забранено да се ходи с маски на тези места.
По-късно, през 1776 г., на омъжените жени пък е забранено да ходят на театър без маска, за да защитят честта си.
След падането на Венецианската република през 1797 г. най-накрая има окончателна забрана на маскарадите, с изключение на тези по време на частни партита в дворците и на бала Кавалкина в Театър „Фениче“. В резултат на това бързо започва фаза на упадък в духа, който оживява този исторически карнавал от векове и събитията и партитата постепенно изчезват.

## Съвременен карнавал

### История и харкатеристики
През 1797 г., с падането на Венецианската република и френската окупация от Наполеон и последвалата австрийска такава, много дългата традиция в историческия център е прекъсната поради страх от бунтове и вълнения от страна на населението. Само на големите острови на Венецианската лагуна, като Бурано и Мурано, карнавалните тържества продължават своя ход, макар и в по-малка степен, запазвайки известна сила и веселие.
Едва през 1979 г., почти два века по-късно, вековната традиция на Венецианския карнавал официално възкръсва от пепелта си, благодарение на инициативата и ангажираността на някои граждански асоциации и на логистичния и икономически принос на Община Венеция, Театър „Фениче“,  Венецианското биенале и туристическите власти.
В рамките на няколко издания, благодарение и на медийната видимост, запазена за събитието и града, Венецианският карнавал се завръща, за да следва стъпките на древното събитие с голям успех, макар и с различни методи и атмосфера. Отделните годишни издания на този нов карнавал често се отличават един от друг и са посветени на основна тема, от която се черпи вдъхновение за заобикалящите го празненства и културни събития. Някои издания също се характеризират със побратимяване с други италиански и европейски градове, като по този начин осигуряват допълнително участие на събитието на международно ниво.
Сегашният Венециански карнавал се превръща в голямо и зрелищно туристическо събитие, което привлича хиляди посетители от цял свят, които се стичат в града, за да участват в този фестивал, считан за уникален със своята история, атмосфера и маски. 
Традиционно най-важните дни на Венецианския карнавал са Дебел четвъртък (на италианскиː Giovedì grasso) и Дебел вторник (на италианскиː Martedì grasso), въпреки че най-голямата посещаемост със сигурност се регистрира през уикендите на събитието.
Едно от най-важните събития е конкурсът за la maschera più bella („най-красивата маска“), който се оценява от жури от международни дизайнери на костюми и модни дизайнери. През февруари 2020 г. губернаторът на Венето Лука Дзая обявява решението да отмени карнавалните тържества в опит да ограничи разпространението на коронавирусната болест.

### Празненства
С първото издание на неотдавнашния карнавал са създадени едновременно програма от събития и подробен календар за новото голямо събитие. Датата на началото на официалните тържества е установена да съвпада със съботата преди Дебелия четвъртък и завършва с Дебелия вторник, като общата продължителност е само единадесет дни. За разлика от карнавала в миналото, който дълго време е имал официална продължителност от шест седмици, съвременният се провежда с концентрирана програма, но е наситен с множество отделни събития.
Както в миналото, така и днес Венецианският карнавал представлява грандиозен популярен празник за голяма публика от всички възрасти. Уличните партита и събития от всякакъв вид оживяват дните на групи маски и туристи из града.
В допълнение към официалните площадни партита между площади и площадчета, днес, както и в миналото, в големите венециански дворци се организират различни частни партита и балове с маски. На тези места, богати на обзавеждане и атмосфера, почти непроменена във времето, е възможно да се изживее  древният блясък и традицията на карнавала от миналото. Сред събитията от международен характер от 1994 г. насам се провежда Балът на дожа в Дворец „Пизани Морета“ от XV век, разположен на Канал Гранде. Името на бала произлиза от титлата на избраните лидери (дожи), които управляват Венеция до падането на Венецианската република през XVIII век. Всяка година около четиристотин гости в старинни костюми и маски участват в бала. Събитието е възстановка на бал с маски от XVIII век и включва ястие от венецианска кухня. През годините забавлението включва изпълнения на оперни певци, музиканти, изпълнители на бурлеска и герои от Комедия дел арте.

### Празник на Мариите
Едва през 1999 г. древният Празник на Мариите най-накрая е възстановен с атмосфера, която съчетава историческото пресъздаване на древната процесия с момичетата с по-модерен конкурс за красота в костюми. Той е официално възроден около шестстотин години по-късно от Бруно Този.
В седмиците преди карнавала се провежда нещо като селекция сред младите местни красавици, за да изберат 12-те Марии, предназначени да дефилират като главни герои на шествието по време на празника.
Фестивалът обикновено започва (с програма, която може да варира с всяко издание) следобед на първата събота на карнавала, когато 12-те Марии, придружени от дълга процесия, съставена от процесия от шаферки, развяващи знамена, музиканти и стотици на други фигури в костюми от епоха, започва бавното си пътуване, като тръгва от църквата „Сан Пиетро ди Кастело“ и се насочва към площад „Сан Марко“, сред тълпа от маски и туристи.
Празникът обикновено приключва в края на карнавала на площад „Сан Марко“, когато дамите отново дефилират в очакване на официалното провъзгласяване на победителката в изданието, най-красивата сред 12-те (т. нар. „Мария на годината“), която е отличена със значителна награда.

### Полет на ангела
В съвременния карнавал е решено да се представи отново на публиката, под вид, подобен на оригиналния на древния карнавал, годишнината от полета на ангела, във варианта му на Полета на гълъбицата. Докато в миналото това шоу се празнува на Дебелия четвъртък, в съвременните издания то обикновено се провежда по обяд в първата неделя на празника, като едно от откриващите събития, които официално постановяват началото на самия карнавал. До изданието от 2000 г., над аплодираща тълпа, с поглед, обърнат към Камбанарията на Сан Марко, механична птица с вид на гълъбица извършва, както в миналото, своето спускане по въжето към Двореца на дожите. Пристигайки приблизително на половината път, в долната ѝ част се отваря капан, който изпуска безброй конфети и захаросани бадеми или други дребни подаръци върху претъпканата Пиацета.
От изданието от 2001 г., първото от хилядолетието, се връщат към старата формула „Полет на ангела“, като заменя Полета на гълъбицата с истински артист и завършва със спускането на площад „Сан Марко“. За всяко издание карнавалният ангел, закрепен за метален кабел, прави единственото си спускане от камбанарията бавно към земята, окачен във въздуха, над множеството, което изпълва пространството отдолу.
Ангелите от първото издание от 2001 г.:
- 2001 – Катюша Триберти (артистка от Компания „Фоли“ и цирк „Триберти“)
- 2002 – Антонела Елия (актриса и шоу гърл)
- 2003 – Фрида Скарпа (състезателка по фехтовка)
- 2004 – Карлота Мантован (Мис Венето 2001)
- 2005 – Каролина Маркони (модел и актриса)
- 2006 – Мануела Леворато (спринтьорка)
- 2007 – Федерика Пелегрини (съзтезателка по плуване)
- 2008 – Кулио (американски рапър)
- 2009 – Маргарита Макапани Мисони (актриса)
- 2010 – Бианка Брандолини д'Ада (модел)
- 2011 – Силвия Бианкини (Мария на годината 2010)
- 2012 – Джулия Селеро (Мария на годината 2011)
- 2013 – Марта Финото (Мария на годината 2012)
- 2014 – Джулия Нази (Мария на годината 2013)
- 2015 – Мариана Серена (Мария на годината 2014)
- 2016 – Ирене Рици (Мария на годината 2015)
- 2017 – Клаудия Маркиори (Мария на годината 2016)
- 2018 – Елиза Костантини (Мария на годината 2017)
- 2019 – Ерика Кия (Мария на годината 2018)
- 2020 – Линда Пани (Мария на годината 2019)

Предвид успеха на Полета на ангела, от изданието на карнавала през 2012 г. е въведено ново събитие – Полетът на орела, което се провежда седмицата след Полета на ангела и следва неговите условия.
Орлите от първото издание за 2012 г.:
- 2012 – Фабриция Д'Отавио (гимнастичка)
- 2013 – Франческа Пичинини (волейболистка)
- 2014 – Каролина Костнер (състезателка по кънки на лед)
- 2015 – Джузи Версаче (параолимпийска спортистка)
- 2016 – Сатурнино (музикант)
- 2017 – Мелиса Сата (актриса и шоу гърл)
- 2018 – Ренцо Росо (предприемач)
- 2019 – Ариана Фонтана (състезателка по кънки на лед)
- 2020 – Кристиан Гедина (скиор  алпийски дисциплини)

## Издания, останали в историята
През 1571 г. – годината на голямата морска победа в битката при Лепанто, е организиран парад от алегорични лодки, които изобразяват „християнската вяра“ в акта на смачкване на окован дракон под краката си – Победата, която покорява победените, и Смъртта, триумфираща с коса в ръка.

## Венецианският карнавал в културата
- Разказът „Бъчвата с амонтилядо“ (The Cask of Amontillado) на Едгар Алън По се развива във Венеция по време на карнавала.
- Венецианските маски са на видно място във филмите „Широко затворени очи“ и „Вещерски сабат“ на Марко Белокио. Магазините, които доставят маските, включват Ca' Macana[26] и Il Canovaccio[27] във Венеция.
- Деветата поредица от историята на видеоиграта Assassin's Creed II също се развива на Венецианския карнавал през 1486 г.